# 寺内優のおはようラジオ
寺内優のおはようラジオ（てらうちまさるのおはようラジオ）は2003年3月31日から2010年4月2日まで中国放送（RCCラジオ）で平日6:55 - 9:00に放送されていた朝の情報番組。

## 概要
早朝のニュースや、スポーツの話題を中心に放送する約2時間のワイド番組。2003年春にRCCラジオが行った平日朝～午後のワイド番組大改編の一環として『平成ラヂオバラエティごぜん様さま』『本名正憲のきょうもゴゴイチ』と共に開始。それまで担当していた本名正憲（RCCアナウンサー）が『きょうもゴゴイチ』へ異動することに伴い寺内優（同じくRCCアナウンサー）に引き継がれた。2010年4月2日に寺内が卒業し、『おはようラジオ』は再び本名が担当する事となった。

## 放送時間
毎週月 - 金曜 6:55 - 9:00

## パーソナリティ
- 寺内優（RCCアナウンサー）

## 番組コーナー
- スポーツレーダー（6時55分、8時15分）
- 朝いちニュースチェック（7時3分）
- 夜うち朝がけリンリン情報（7時13分、※お早うネットワークのスポンサードネット）
  - 月曜・火曜・金曜…日替わり情報
  - 水曜…永田町情報（共同通信編集委員・榊原元廣）
  - 木曜…耳よりコラム
- 武田鉄矢・今朝の三枚おろし（7時30分）
- ゴルフインフォメーション（7時40分、提供:久井カントリークラブ（月）、新市クラシックゴルフ（水））
- （月-金）E-navi（7時42分）（提供：吉相（水））
- 七色のメロディー（7時52分、提供:福屋（水・木・金））
- 日本全国8時です（8時）
- 鈴木杏樹のいってらっしゃい（8時21分）
- なっとく8時半（8時30分）
  - 月曜…Dr.コパのおはよう風水
  - 火曜…教えてドクター
  - 水曜…おでかけランチ
  - 木曜…おはようマネー通信
  - 金曜…旅情報
- 街角ウォッチング（8時32分）
  - ラジオカー（月・水・金）/ひろしま瓦BANG！（火・木）
  - ディレクターこだわりの1曲
- 今日も一日交通安全（8時47分、提供:広島県交通安全協会）※5・7・9・12月のみ

## 備考
- 寺内はこれ以前にも1997年4月から1998年9月まで木曜日～土曜日、1998年10月から1999年3月まで土曜日の「おはようラジオ」を担当。本名が番組に復帰後も休暇時の代理を担当する場合がある。